# Al-Ahed SC Beirut
L'Al-Ahed SC Beirut (àrab: نادي العهد الرياضي, Nādī al-ʿAhd ar-Riyāḍī) és un club de futbol libanès de la ciutat de Beirut.

## Palmarès
- Lliga libanesa de futbol:[2]

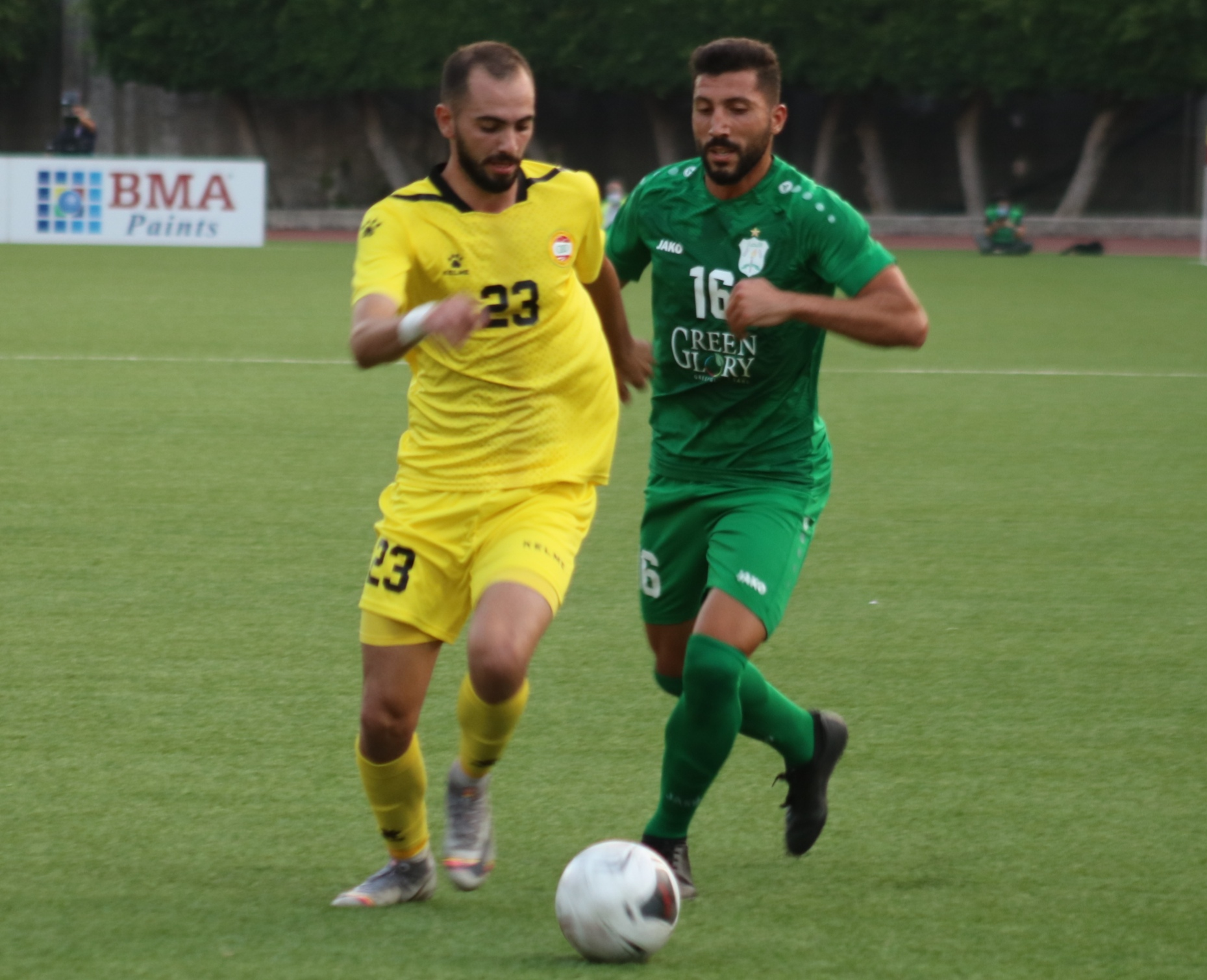
Partit entre Ahed (esquerra) i Ansar (dreta) la temporada 2020–21.

  - 2007–08, 2009–10, 2010–11, 2014–15, 2016–17, 2017–18, 2018–19, 2021/22, 2022/23
- Copa libanesa de futbol:[3]
  - 2004, 2005, 2009
- Supercopa libanesa de futbol:[3]
  - 2005, 2008, 2010, 2011, 2015, 2017, 2018, 2019
- Copa Federació libanesa de futbol:[3]
  - 2004
- Copa Elite libanesa de futbol:[3]
  - 2008, 2010, 2011, 2013, 2015